# Stefan Weinfurter

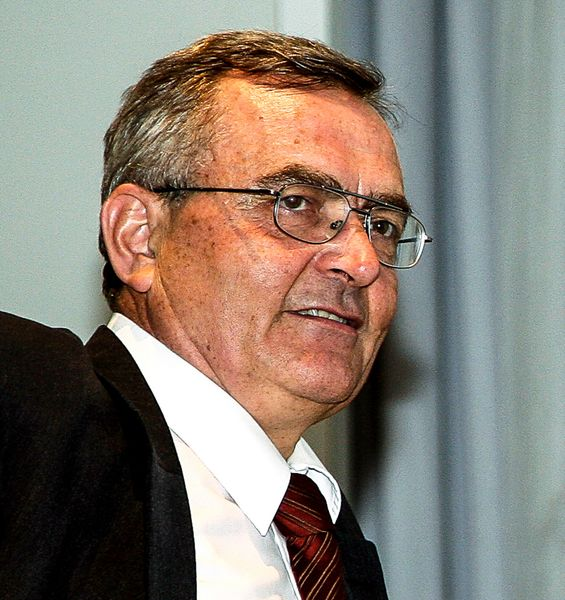
Stefan Weinfurter, aufgenommen von Ernst-Dieter Hehl im Jahr 2006

Stefan Weinfurter (* 24. Juni 1945 in Prachatitz, Tschechoslowakei; † 27. August 2018 in Mainz) war ein deutscher Historiker, der die Geschichte des frühen und hohen Mittelalters erforschte.
Weinfurter bekleidete Lehrstühle für Mittelalterliche Geschichte an den Universitäten Eichstätt (1982–1987), Mainz (1987–1994), München (1994–1999) und Heidelberg (1999–2013). Seine Bücher, etwa über die beiden heiligen Kaiser des Mittelalters, Karl den Großen und Heinrich II., über das Reich im Mittelalter oder über Kaiser Heinrichs IV. Gang nach Canossa, haben weite Verbreitung gefunden. Er führte den Begriff der „Ordnungskonfigurationen“, der das Mit- und Gegeneinander mittelalterlicher Ordnungen beschreibt, in die mediävistische Diskussion ein. Ab den 1990er Jahren war er mit Bernd Schneidmüller an nahezu allen großen Mittelalterausstellungen in Deutschland federführend beteiligt. Als Herausgeber der wissenschaftlichen Begleitbände zur rheinland-pfälzischen Landesausstellung „Das Reich der Salier 1024–1125“ in Speyer 1992 und durch zahlreiche weitere Veröffentlichungen erwies sich Weinfurter als einer der besten Kenner der Epoche der salischen Kaiser.

## Leben

### Frühe Jahre
Stefan Weinfurter wurde 1945 als Sohn des Lehrers Julius Weinfurter und seiner aus einer Anwaltsfamilie stammenden Frau Renata, geborene Lumbe Edle von Mallonitz (1922–2008), im südböhmischen Prachatitz geboren. Der mütterliche Vorfahre Josef Thaddeus Lumbe von Mallonitz war 1867 geadelt worden. Weinfurters Vater wurde während des Zweiten Weltkrieges zum Kriegsdienst eingezogen und geriet in amerikanische Gefangenschaft. Er starb am 8. Mai 1945, dem Tag der Kapitulation der Deutschen Wehrmacht, im Kriegsgefangenenlager Büderich. Nach der Vertreibung aus der Tschechoslowakei im Februar 1946 wuchs Weinfurter mit seiner Mutter in Hechendorf am Pilsensee, dann seit 1958 in München und Geretsried auf. Die böhmische Herkunft und die familiäre Neuintegration hinterließen auf Weinfurter einen nachhaltigen Eindruck.
Das Abitur legte er im Juli 1966 am Karlsgymnasium München ab. Danach studierte Stefan Weinfurter 1966/67 für ein Semester Physik an der TH München. Anschließend begann er zum Sommersemester 1967 ein Studium der Geschichte, Germanistik und Erziehungswissenschaften an der Universität München, das er im Sommersemester 1971 abschloss. Das Proseminar in Mittelalterlicher Geschichte belegte er bei Johannes Spörl, bei dem er im Anschluss an die Proseminararbeit über Karl IV. studentische Hilfskraft wurde. Im Jahr 1970 legte Weinfurter in München das Staatsexamen ab. Von Wintersemester 1971/72 bis Wintersemester 1972/73 studierte er Geschichte und Germanistik an der Universität zu Köln. 1971/72 wurde er dort Mitarbeiter bei Odilo Engels. Bei diesem wurde Weinfurter im Sommersemester 1973 mit einer Arbeit über die Salzburger Bistumsreform und Bischofspolitik im 12. Jahrhundert promoviert. Von 1973 bis 1974 war er als Wissenschaftlicher Assistent an der Universität zu Köln tätig, von 1974 bis 1981 als Akademischer Rat bzw. Oberrat. Das ursprünglich geplante Habilitationsvorhaben zur Geschichte des Herzogtums Bayern im frühen und hohen Mittelalter gab Weinfurter auf. Im Jahr 1980 habilitierte er sich stattdessen in Köln mit einer kommentierten Edition der Lebensordnung eines limburgischen Klosters der regulierten Augustiner-Chorherren aus dem 12. Jahrhundert. 1981/82 vertrat er den durch den Tod von Peter Classen vakanten Lehrstuhl für Mittelalterliche Geschichte an der Universität Heidelberg.

### Lehrstühle in Eichstätt, Mainz, München und Heidelberg
Im Jahr 1982 wurde er mit 36 Jahren an die neu gegründete Katholische Universität Eichstätt-Ingolstadt berufen. Dort lehrte er bis 1987 als Professor für Landesgeschichte mit besonderer Berücksichtigung Bayerns. In Gaimersheim fand die Familie ihr neues Zuhause. Seine Antrittsvorlesung in Eichstätt im November 1983 hielt er über die Geschichte Eichstätts in ottonisch-salischer Zeit. In dieser Zeit vertiefte er landesgeschichtliche Ansätze und erweiterte sein mediävistisches Lehrprofil bis in die bayerische Zeit- und Wirtschaftsgeschichte. Fast jedes Jahr veröffentlichte er in dieser Zeit einen Aufsatz zur Bischofsgeschichte Eichstätts von den Anfängen, dem Wirken des heiligen Willibald von Eichstätt im 8. Jahrhundert, bis in das 14. Jahrhundert. In mehreren Jahren entstand in der Zusammenarbeit mit Studierenden eine Edition von Bischofschroniken (Gesta episcoporum). In den 1980er Jahren setzte eine intensive Bautätigkeit in Eichstätt ein. Die tiefen Eingriffe im historischen Stadtzentrum legten einzigartiges archäologisches Material frei. Die Fundplätze und die Auswertungsmöglichkeiten der grabenden Nachbardisziplin weckten sein Interesse. Es entstand eine enge Zusammenarbeit Weinfurters mit Vertretern der Baugeschichte und der Stadtarchäologie. Von 1985 bis 1987 war er in Eichstätt Dekan der Geschichts- und Gesellschaftswissenschaftlichen Fakultät. Als Dekan organisierte er den Umzug der über die Stadt verteilten Standorte in die ab 1986 schrittweise bezugsfertigen Gebäude in der Universitätsallee. Er war zwischen 2007 und 2011 Mitglied im Hochschulrat der Eichstätter Universität.
Im Jahr 1987 folgte Weinfurter einem Ruf an die Johannes Gutenberg-Universität Mainz. Als Nachfolger von Alfons Becker lehrte er dort bis 1994 mittelalterliche Geschichte und Historische Hilfswissenschaften. Sein Arbeitsschwerpunkt lag in dieser Zeit auf der salischen Herrscherdynastie des 11. Jahrhunderts und damit auf dem Königtum des deutschen Hochmittelalters. Da er maßgeblich an der Organisation der großen Salierausstellung in Speyer beteiligt war, wurde auch die Geschichtsvermittlung zu einem seiner wichtigsten Betätigungsfelder. Einen Ruf nach Köln auf die Nachfolge seines akademischen Lehrers Engels als Professor für mittelalterliche Geschichte lehnte er 1993 ab. Von 1994 bis 1999 lehrte er als Nachfolger von Eduard Hlawitschka als Professor für mittelalterliche Geschichte an der Ludwig-Maximilians-Universität München. Im Jahr 1996 organisierte er in München den Deutschen Historikertag „Geschichte als Argument“. Während seiner Münchner Zeit rückte der Mensch in den Mittelpunkt seiner Forschungen. Dabei zog Weinfurter in seinen Forschungsarbeiten verstärkt Bildquellen heran. Im Jahr 1999 veröffentlichte er eine Biographie zu Heinrich II. Anschließend folgten Bücher und zahlreiche Aufsätze über die Salierzeit, die Staufer, den Gang nach Canossa und die mittelalterliche Reichsgeschichte.
Im Herbst 1999 wurde er als Nachfolger von Hermann Jakobs als Professor für Mittelalterliche Geschichte und Historische Hilfswissenschaften an die Universität Heidelberg berufen. Ein wichtiger Grund für Annahme des Rufs war die Nähe zu seiner Familie in Mainz. Seine Heidelberger Antrittsvorlesung hielt er im Juni 2000 über Ordnungskonfigurationen am Beispiel Heinrichs III. In Heidelberg kamen zu Weinfurters Arbeitsschwerpunkten die Rituale sowie die Kulturbegegnungen bei den Kreuzzügen hinzu. Weinfurters Wechsel nach Heidelberg fiel in eine Zeit, in der die Verbundforschung als Förderinstrument der Deutschen Forschungsgemeinschaft zunehmend an Bedeutung gewann. Weinfurter konnte gemeinsam mit Schneidmüller die neuen Förderungsmöglichkeiten für Heidelberg erfolgreich nutzen. Dies schuf vielfältige Möglichkeiten für Nachwuchswissenschaftler. Dadurch entwickelte sich Heidelberg in diesen Jahren zu einem wichtigen Zentrum der Mittelalterforschung. An der Universität Heidelberg war Weinfurter Mitglied und Teilprojektleiter in den Sonderforschungsbereichen 619 „Ritualdynamik“ (bis 2013) und „Materiale Textkulturen“ (2009–2013). Zudem leitete er ein Teilprojekt im DFG-Schwerpunktprogramm 1173 „Integration und Desintegration der Kulturen im europäischen Mittelalter“ (2005–2011). Gemeinsam mit Gert Melville und Bernd Schneidmüller leitete er das Heidelberger Akademieprojekt „Klöster im Hochmittelalter. Innovationslabore europäischer Lebensentwürfe und Ordnungsmodelle“. Von 2004 bis 2006 amtierte Weinfurter in Heidelberg als Dekan der Philosophischen Fakultät. Von 1999 bis 2013 war er Direktor des Instituts für Fränkisch-Pfälzische Geschichte und Landeskunde in Heidelberg. Anlässlich seines 65. Geburtstages fand vom 23. bis 25. Juni 2010 eine Tagung in Heidelberg statt, deren Beiträge 2013 veröffentlicht wurden. Die meisten Einzelstudien behandeln die Entwicklung politischer Ordnung und ihre Konzeptualisierung im 13. Jahrhundert. In Heidelberg wurde er 2013 emeritiert. Unter Weinfurters Betreuung als akademischer Lehrer wurden 16 Dissertationen abgeschlossen. Zu seinen bedeutendsten akademischen Schülern zählten Stefan Burkhardt, Jürgen Dendorfer, Jan Keupp und Thomas Wetzstein. Ab Januar 2013 war Weinfurter Leiter der Forschungsstelle Geschichte und kulturelles Erbe (FGKE) in der Villa Poensgen in Heidelberg und ab 1. September 2013 als Seniorprofessor an der Universität Heidelberg tätig.
Weinfurter war ab 1970 verheiratet. Er blieb auch während seiner Lehrtätigkeit in München und Heidelberg in Mainz wohnhaft. Vor allem die Städte und Kaiserdome in Speyer, Worms und Mainz hatten ihn fasziniert. Er starb am 27. August 2018 im Alter von 73 Jahren zu Hause in Mainz an einem Herzversagen. Er hinterließ eine Ehefrau, drei Töchter und sieben Enkel.

## Forschungsschwerpunkte

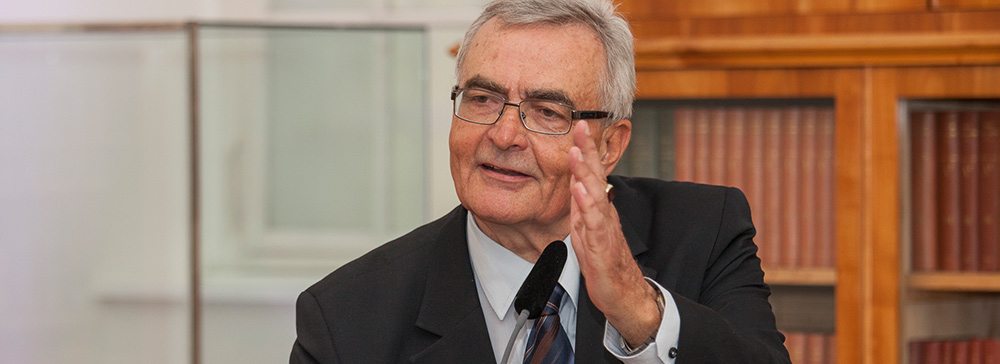
Stefan Weinfurter bei einer Veranstaltung der Österreichischen Akademie der Wissenschaften.

Weinfurter legte im Zeitraum von 1974 bis zu seinem Tod im Jahr 2018 über 200 Veröffentlichungen vor. Seine Forschungen behandelten die Reichs- und Herrschaftsgeschichte in ottonischer, salischer und staufischer Zeit, Ordnungskonfigurationen im europäischen Rahmen, Rituale und Kommunikation in Politik und Gesellschaft, Landes- und Kirchengeschichte in Mittelalter und Früher Neuzeit, Ordensgeschichte im hohen Mittelalter sowie Bilder als historische Quellen. Eine enge Zusammenarbeit in Weinfurters Forschungen ergab sich Mitte der 1990er Jahre mit Bernd Schneidmüller. Mit seinem akademischen Lehrer Odilo Engels edierte er vier Bände der Series episcoporum ecclesiae catholicae occidentalis (1982, 1984, 1991, 1992), einer Prosopographie der früh- und hochmittelalterlichen Bischöfe. Weinfurter gab 1982 auf der ersten interdisziplinären Tagung über mittelalterliche Prosopographie in Bielefeld einen programmatischen Überblick über die Probleme und Möglichkeiten einer Prosopographie des früh- und hochmittelalterlichen Episkopats. Als besonders schwierig erwies sich unter anderem die weit gespannte räumliche und zeitliche Zielsetzung.
22 zwischen 1976 und 2002 publizierte Aufsätze Weinfurters wurden 2005 aus Anlass des 60. Geburtstages in einem Sammelband gebündelt herausgegeben. Die Herausgeber hatten diese Aufsätze ausgewählt, da sie Weinfurters „Erklärungsmodell von Ordnungswirklichkeit und Ordnungsvorstellung in verdichteter Form […] präsentieren“.

### Kirchen- und Kanonikerreform im 11. und 12. Jahrhundert
Seine ersten Arbeiten widmeten sich den Regularkanonikern. Seine 1975 veröffentlichte Dissertation befasste sich mit dem geistlichen Neubeginn in Salzburg. Dabei wollte er „die charakteristische Entwicklung, Ausformung und Bedeutung einzelner Reformgruppen“ am Beispiel der Salzburger Kirchenprovinz herausarbeiten. Als Hauptinitiator der Reformbewegung gilt in der Forschung seit langem der Salzburger Erzbischof Konrad I. Nach Weinfurter sind die ersten Reformmaßnahmen Konrads schon vor seiner Rückkehr aus dem sächsischen Exil (1121) zu datieren, und zwar in Reichersberg und in Maria Saal. Konrad beabsichtigte nicht nur eine Klerusreform, „sondern eine völlige Neuordnung der Diözese, gekennzeichnet durch ein neues System der Beziehungen, das die kirchliche Verfassung in diesem Sprengel bestimmen sollte“.
Das Selbstverständnis der Reformkanoniker hat Weinfurter an einem im 12. Jahrhundert im Salzburger Raum verfassten Prolog zur Augustinusregel beleuchtet. Intensiv erforschte Weinfurter die Prämonstratenser mit besonderer Berücksichtigung Norberts von Xanten.

### Biographien zu Heinrich II. und Karl dem Großen

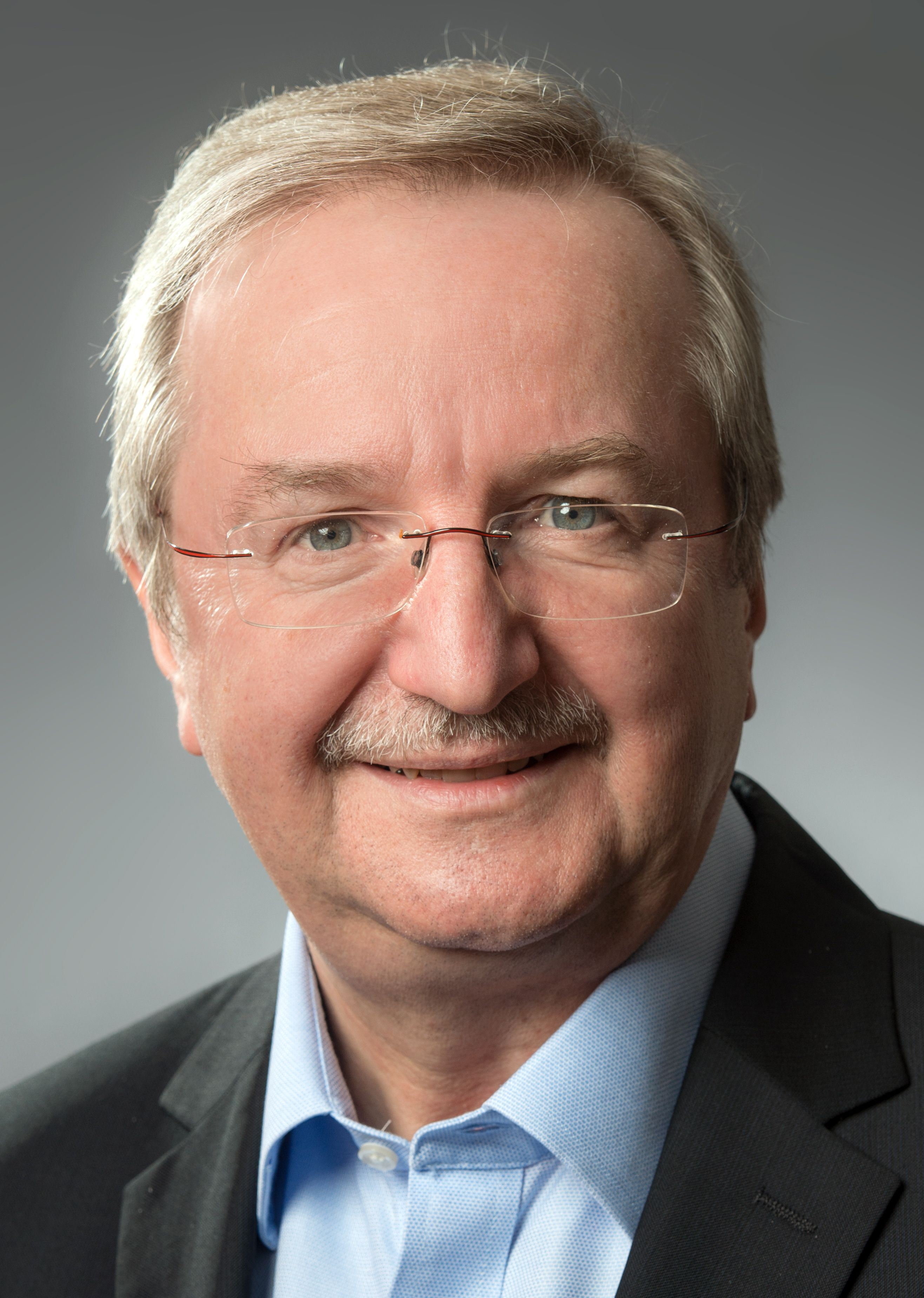
Bernd Schneidmüller im Jahr 2017. Zwischen Weinfurter und Schneidmüller ergab sich in Heidelberg eine enge Zusammenarbeit.

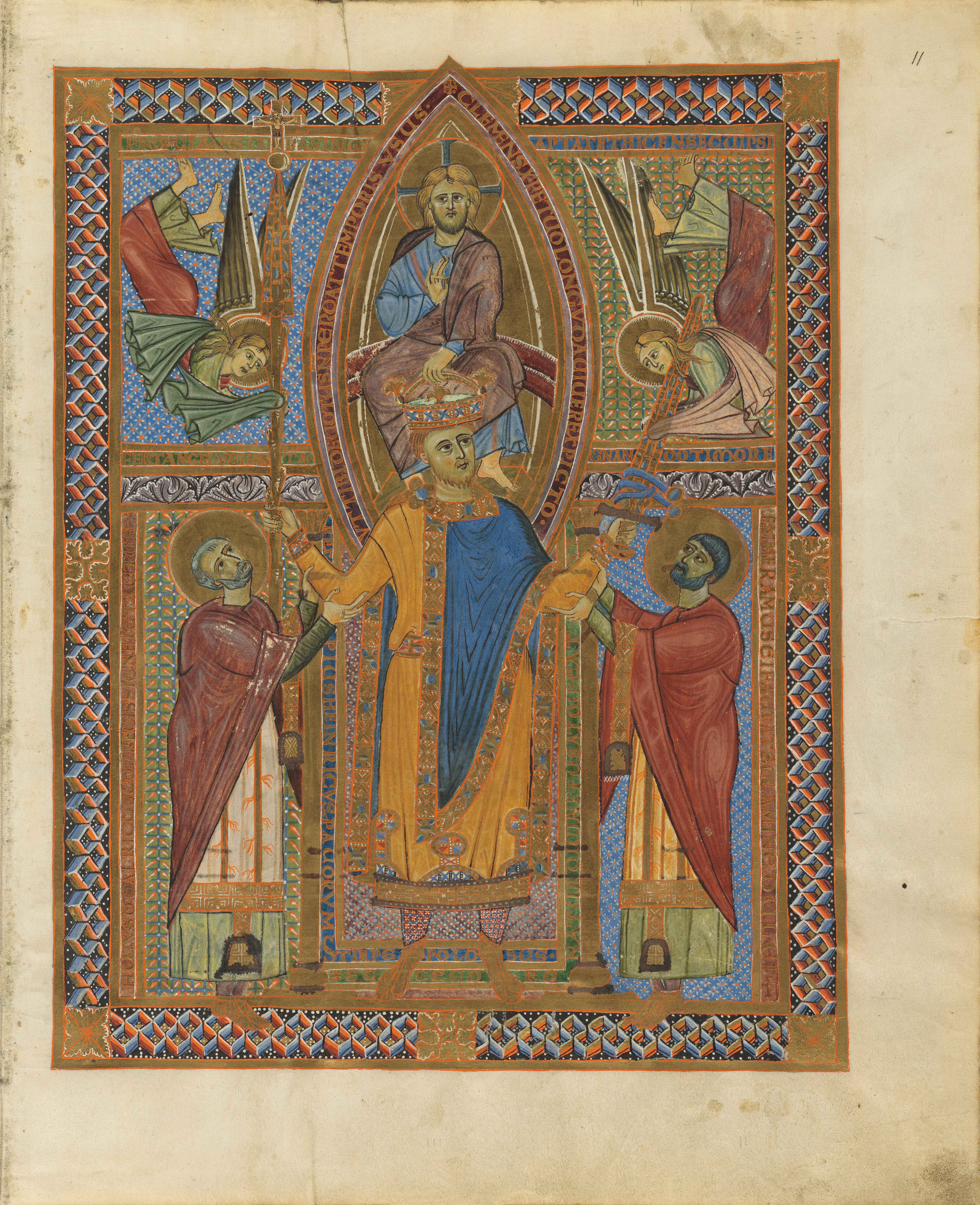
Krönungsbild aus dem Regensburger Sakramentar. Das Regensburger Sakramentar stiftete Heinrich II. dem Bamberger Dom.
Miniatur aus dem Sakramentar Heinrichs II., heute in der Bayerischen Staatsbibliothek in München (Clm 4456, fol. 11r)

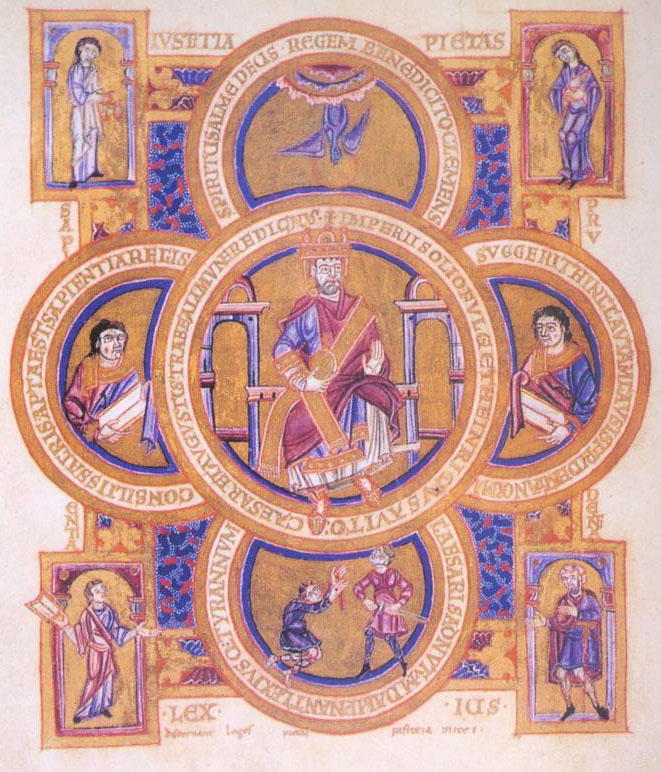
Heinrich II. (oder Heinrich III.?) im Evangeliar von Montecassino (Rom, Biblioteca Apostolica Vaticana, Codex Ottob. lat. 74, fol. 193v)

Ausgangspunkt für die jahrelange Beschäftigung mit Heinrich II. war die 1986 veröffentlichte Studie Die Zentralisierung der Herrschaftsgewalt im Reich durch Kaiser Heinrich II. Der Beitrag war Weinfurters Colloquiumsvortrag im Rahmen seines Habilitationsverfahrens in Köln. Die bisherige Forschung hatte Heinrich II. oftmals im Vergleich mit seinem Vorgänger Otto III. untersucht. Weinfurter hingegen sah in Heinrichs Herrschaftskonzeption „in hohem Grade eine Weiterführung und Steigerung der in der Herzogsherrschaft entwickelten Elemente auf der Königsebene“. Die fast sechzig Seiten umfassende Studie war methodisch innovativ nicht nur, weil sie Landes- und Reichsgeschichte miteinander verknüpfte, sondern auch weil sie in den 1980er Jahren am Anfang der zu beobachtenden Rückkehr einer Beschäftigung der Mittelalterforschung mit den handelnden Individuen stand. Besonders fruchtbar für seine Biographie erwies sich die mit Bernd Schneidmüller veranstaltete Bamberger Tagung im Juni 1996 über die Kontinuitäten und Diskontinuitäten in der Herrschaft Ottos III. und Heinrichs II. Die Beiträge gab Weinfurter gemeinsam mit Schneidmüller 1997 heraus. Die Darstellung war zugleich der erste Band einer neuen von Schneidmüller und Weinfurter herausgegebenen Publikationsreihe (Mittelalter-Forschungen), die „innovative Fragestellungen der modernen Mediaevistik in ihrer ganzen Breite aufnehmen und nach Möglichkeit auch ein breiteres Publikum dafür interessieren“ will. Seine 1999 veröffentlichte Darstellung über Heinrich II. war die erste umfassende Biographie seit den „Jahrbüchern der Deutschen Geschichte“ von Siegfried Hirsch und Harry Bresslau (1862/75). Das Werk ist nicht chronologisch aufgebaut, sondern behandelt die folgenden Aspekte in einzelnen Kapiteln: Reichsstruktur, Königsgedanke, Ehe/Kinderlosigkeit, Hof und Ratgeber, Verhältnis zur Reichskirche, Klosterpolitik, Konflikte mit den Großen, Außenbeziehungen nach Osten und Westen, Italien und Kaisertum sowie Bamberg. In seiner Biographie hob Stefan Weinfurter die gesteigerte Endzeiterwartung und die biblische Leitfigur Moses für Heinrichs Herrschaft besonders hervor. Die langjährigen Konflikte mit dem polnischen König Bolesław Chrobry erklärte er mit ähnlichen Herrschaftsauffassungen, da sich beide von Gott auserwählt sahen, ihrem Volk die göttlichen Gebote zu vermitteln und sie ihre gesamte Herrschaft auf diese Gebote ausrichten wollten. Große Bedeutung räumte er in diesem Zusammenhang auch den Bildern als historischen Quellen ein. So spielte nach seinen Forschungen das Regensburger Sakramentar eine besondere Rolle. Weinfurter verstand das Bild als Ausdruck eines gesteigerten sakralen Legitimitätsanspruchs des Königs jenseits des politischen Machtgefüges. Vor allem aus diesem Bild leitete Weinfurter eine besondere, an Moses anknüpfende „Königsidee“ ab. Nach Ludger Körntgen erscheint diese Inanspruchnahme problematisch, da im Alten Testament Moses nicht als königliche Gestalt gezeichnet wird. Im Perikopenbuch Heinrichs II. wird nach Weinfurter „die Berechtigung von Heinrichs Anspruch auf die Königswürde“ visualisiert. Anders als Hagen Keller neigt Weinfurter dazu, auf dem im Evangeliar von Montecassino gezeigten Herrscherbild Heinrich II. und nicht Heinrich III. zu sehen. Weinfurter begründete dies unter anderem damit, dass nach der Tradition von Montecassino Kaiser Heinrich II. dem Kloster ein kostbares Evangeliar schenkte. Über Heinrich III. sind diesbezüglich keine Angaben überliefert.
Weinfurter widersprach Ludger Körntgen hinsichtlich des Konfliktverhaltens und der Individualität des Herrschers Heinrich II. Körntgen ging von einem „Zusammenspiel von ‚Herrschaft und Konflikt‘ aus, das über die individuellen Möglichkeiten verschiedener Herrscherpersönlichkeiten hinweg die ottonisch-frühsalische Epoche bestimmt“ haben soll. Nach Weinfurter kann Heinrichs Verhalten dagegen „nur aus seiner ganz individuellen, in seiner Herrscherpersönlichkeit begründeten Vorstellung von Legitimation, Aufgabe und Funktion seines Königtums erklärt werden“. Zum Jubiläumsjahr 2002 behandelte Weinfurter in einem Aufsatz die Herkunft und das personale Umfeld von Kunigunde, der Gemahlin Heinrichs. Ihrer Krönung am 10. August 1002 in Paderborn maß Weinfurter zum einen als „Signal für die Sachsen“ durch die Wahl des Krönungsortes Paderborn eine wichtige Bedeutung bei, zum anderen als erstmals eigenständiger Königinnenkrönung. Kunigunde habe „in einem geradezu vollständigen, harmonischen Gleichklang mit den Zielen und Vorstellungen ihres Mannes“ agiert.
Anlässlich des Karls-Jubiläums 2014 veröffentlichte Weinfurter eine Biographie zu Karl dem Großen. Bis dahin war Weinfurter kaum durch eigene Arbeiten über die Karolingerzeit hervorgetreten. Die Biographie wurde 2015 ins Italienische übersetzt. Nach einem Überblick über die Quellenlage und die frühen Karolinger behandelte Weinfurter Karls Herrschaftszeit nicht chronologisch, sondern systematisch nach Handlungsebenen (Kriege, Innenpolitik, Familie, Bildungsreform, Kirchenpolitik und Kaisertum). Als Leitideen für das Handeln Karls des Großen macht Weinfurter ein „Großprojekt der Vereindeutigung“ und eine „Verchristlichung des Staatswesens“ aus. Mit seiner These der „Vereindeutigung“, die alle zwölf Kapitel der Darstellung durchzieht, meint Weinfurter „die Deutungshoheit im religiösen und moralischen Verhalten“, „die Eindeutigkeit der Sprache, der Argumentation und der zeitlichen Ordnung“ sowie die „der politischen, militärischen und kirchlichen Organisation“. Karls ständiges Bemühen um Eindeutigkeit stehe in Kontrast zur Unbestimmtheit oder Ambiguität in unserer heutigen Gesellschaft.

### Landes- und Kirchengeschichte

#### Eichstätter Bistumsgeschichte
Ende der 1980er und Anfang der 1990er Jahre veröffentlichte Weinfurter mehrere Beiträge zur mittelalterlichen Bistumsgeschichte Eichstätts und gab damit dem lange brachliegenden Forschungsfeld der Eichstätter Bischofsgeschichte neue Impulse. Er legte 1987 auf der Grundlage der einzigen erhaltenen mittelalterlichen Handschrift (Diözesanarchiv Eichstätt, MS 18) des ausgehenden 15. Jahrhunderts eine Edition der Geschichte der Eichstätter Bischöfe des Anonymus Haserensis vor. Bis dahin war das wichtigste Werk zur Eichstätter Bistumsgeschichte des frühen und hohen Mittelalters einzig in der MGH-Ausgabe (MGH SS 7, S. 254–266) von Ludwig Konrad Bethmann (1784–1867) aus dem Jahr 1846 zugänglich. Weinfurters Neubearbeitung erleichtert den Zugang zu einem vielbenutzten Werk. Gemeinsam mit Harald Dickerhof organisierte er im Sommer 1987 zum 1200. Todestag des heiligen Willibald eine Tagung in Eichstätt, deren Beiträge 1990 veröffentlicht wurden. Weinfurter selbst diskutierte darin die drei Ansätze für die Entstehung des Bistums. Den Frühansatz zu 741 verwarf er und sprach sich zusammen mit Dickerhoff für die Jahre 751/52 als Gründungsdatum für das Bistum aus. Im Jahr 2010 erschien ein Band zur mittelalterlichen Eichstätter Bistumsgeschichte, der sechs Beiträge von Weinfurter aus den Jahren 1987–1992 bündelt.

#### Mainz, Speyer und Lorsch
In engem Zusammenhang mit seinen Forschungen zu den Saliern veröffentlichte Weinfurter auch mehrere Untersuchungen, die sich mit Speyer und dem dortigen Dom befassen. Daneben widmete Weinfurter sich Mainz und Lorsch. So untersuchte er die Auflösung des benediktinischen Klosters Lorsch in spätstaufischer Zeit. Der Untergang des Klosters wird von Papst Innozenz IV. und dem Mainzer Erzbischof Siegfried II. mit dem moralischen Verfall der Mönche begründet. Nach Weinfurters Quellenanalyse war vielmehr der Machtkampf zwischen dem Mainzer Erzbischof und dem Pfalzgrafen entscheidend. Politisch vorangetrieben habe der Mainzer Erzbischof den Untergang des Klosters im Winter 1226/27 durch die Rebellion der Lorscher Ministerialen auf der Starkenburg gegen ihren Abt. In den letzten Jahren widmete er sich vor allem dem karolingischen Lorsch und seiner Klosterbibliothek. Mit Bernd Schneidmüller hatte Weinfurter 2005 die Kooperation zwischen dem Institut für Fränkisch-Pfälzische Geschichte und Landeskunde mit der Weltkulturerbestätte Lorsch institutionalisiert. Im Rahmen des Sonderforschungsbereichs 933 „Materiale Textkulturen“ und in Kooperation mit der Universitätsbibliothek Heidelberg fand 2012 eine Tagung im Kloster Lorsch statt. Es wurde der Umgang mit Wissen im karolingischen Lorsch untersucht. Weinfurter war Mitherausgeber der Ergebnisse dieses Sammelbandes, der 2015 erschien.
Auf dem Gebiet der Mainzer Geschichte befasste sich Weinfurter zum Beispiel mit den Hintergründen der Ermordung Erzbischof Arnolds von Mainz. Als Verfasser der erzbischöflichen Vita machte er Gernold, den Kapellan und Notar Arnolds, aus. In einem anderen Aufsatz kam er aufgrund von sprachlichen Parallelen zu dem Fazit, dass die Vita Arnoldi, ein Brief Erzbischofs Arnolds an Wibald von Stablo vom Frühjahr 1155 und das Mandat Kaiser Friedrichs I. (DFI 289) denselben Verfasser – also Gernot – haben. Der Konflikt zwischen den Mainzer Bürgern und ihrem Erzbischof wurde von Weinfurter als Folge von Arnolds Rechtsverständnis verstanden. Der Erzbischof habe sich strikt vom normierten Recht leiten lassen und einen Kompromiss abgelehnt. Weinfurters Schüler Stefan Burkhardt legte 2014 die Vita Arnoldi archiepiscopi Moguntinensis (Die Lebensbeschreibung des Mainzer Erzbischofs Arnold von Selenhofen) in einer kommentierten Neuedition mit Übersetzung vor. Damit wurde eine der wichtigsten Quellen zur Geschichte des hochmittelalterlichen Mittelrheingebiets der Öffentlichkeit zugänglich gemacht. Burkhardt kommt zum selben Schluss wie Weinfurter, dass der Kapellan Gernot den Text verfasst haben muss und zwar unmittelbar nach dem Mord am Erzbischof. Ebenfalls 2014 veröffentlichte Weinfurter einen Beitrag über die Vita und die Memoria Arnold von Selenhofens.

### Salierzeit
Weinfurter gilt darüber hinaus als besonderer Kenner der Salierzeit, die er in seinen Forschungen als besondere Umbruch- und Schwellenzeit würdigte. Von 1988 bis 1991 war er Beauftragter zur Erarbeitung und Herausgabe der geschichtswissenschaftlichen Publikationen für die große vom Land Rheinland-Pfalz veranstaltete Ausstellung „Die Salier und ihr Reich“ in Speyer. Unter Weinfurters Leitung konnten 48 Autoren für die Mitarbeit gewonnen werden. Deren Ergebnisse wurden von Weinfurter 1991 in drei wissenschaftlichen Begleitbänden herausgegeben. Im Jahr 1991 veröffentlichte er die Darstellung Herrschaft und Reich der Salier. Grundlinien einer Umbruchzeit, die 1999 in Amerika von Barbara Bowlus ins Englische übersetzt wurde. In Trier veranstaltete er im September 1991 eine Tagung zu Reformidee und Reformpolitik in spätsalischer und frühstaufischer Zeit. Die Beiträge erschienen ein Jahr später. Dabei legte er eine grundlegende Neubewertung des salischen Kaisers Heinrich V. vor. Nach seiner Argumentation waren reformreligiöse Motive der Verschwörer und weniger machtpolitische Interessen die Beweggründe Heinrichs V. für die Entmachtung seines Vaters Heinrichs IV. Nur durch ein Bündnis mit diesen Reformkräften habe Heinrich sich die Herrschaftsnachfolge sichern können.
900 Jahre nach dem Tod Kaiser Heinrichs IV. wurde im Mai 2006 am Ort seiner Grablege in Speyer von der „Europäischen Stiftung Kaiserdom zu Speyer“ ein Symposium abgehalten. Der von Weinfurter und Bernd Schneidmüller 2007 herausgegebene Tagungsband Salisches Kaisertum und neues Europa versammelt 18 Beiträge. Durch eine betont europäische Perspektive soll die reichszentrierte Interpretation „eines alten deutschen Themas“ überwunden und ein neues Verständnis auf Grundlage europäischer Vergleichsebenen erzielt werden. In seiner Zusammenfassung der Ergebnisse betonte Weinfurter die „Effizienzsteigerung auf allen Gebieten“. Im Jahr 2004 veröffentlichte Weinfurter mit Das Jahrhundert der Salier. (1024–1125) eine Darstellung, die sich an ein breiteres Publikum richtete.

### Ordnungskonfigurationen im Mittelalter
Weinfurter prägte für das 11. Jahrhundert den Begriff der „Ordnungskonfigurationen“, der das Mit- und Gegeneinander mittelalterlicher Ordnungen beschreibt. In Köln veranstaltete er 1998 eine Tagung zum Thema Stauferreich im Wandel. Ordnungsvorstellungen und Politik vor und nach Venedig (1177). Ausgangspunkt dabei war die Frage, ob zu Friedrichs I. Zeit ein einschlägiger Wandel in den politischen und konzeptionellen Ordnungskonfigurationen des Reiches stattfand und welche Rolle die Vorgänge beim Frieden von Venedig dabei spielten. In diesem Zusammenhang benutzte Weinfurter auch erstmals die Formulierung „Macht und Ordnungsvorstellungen im hohen Mittelalter“. Im Jahr 2001 behandelte er in der Abhandlung „Ordnungskonfigurationen im Konflikt“ die Zeit Heinrichs III. In der Zeit des Kaisers traten „die Ordnungskonfigurationen in so heftige Konkurrenz miteinander, daß die Integrationskraft des sakralen Herrschers zerbricht – und zwar für immer.“ So leitete seine „Herrschaft gleichzeitig den Untergang einer Ordnungskonfiguration ein, in dem das religiöse Ordnungsgebot ganz auf den König zentriert war und die Grundlage des Königtums bildete.“ Gemeinsam mit Bernd Schneidmüller organisierte er im Herbst 2003 eine Reichenau-Tagung des Konstanzer Arbeitskreises für mittelalterliche Geschichte über „Ordnungskonfigurationen“. Mit dieser Tagung wurde ein „Forschungsdesign“ in der wissenschaftlichen Diskussion erprobt. Damit sollte der traditionelle Verfassungsbegriff der Mediävistik aus seiner Statik gelöst werden. „Ordnungskonfigurationen“ umfassen „nicht nur Konzepte, sondern auch Wege, Modelle und Formen der realen Umsetzung bestimmter Werte- und Ordnungsvorstellungen und [...] deren Rückwirkung“. Es geht um die „Wechselbeziehung von gedachter und etablierter Ordnung“. Weinfurter erkannte im Konflikt zwischen Heinrich IV. und Heinrich V. eine „bedeutsame Zäsur“, da ein verändertes gesellschaftliches Ordnungsgefüge sichtbar wurde.
Für Weinfurter waren in einem 2002 veröffentlichten Beitrag das Scheitern der Verhandlungen zwischen Heinrich V. und Papst Paschalis II. im Jahr 1111 und der Frieden von Venedig 1177 Wendepunkte in der Geschichte. Unter Heinrich V. „zerbrach die reform-religiöse Verantwortungsgemeinschaft von König und Fürsten“. Mit dem Frieden von Venedig musste die kaiserliche Autorität einen schweren Rückschlag hinnehmen. Weinfurter schlussfolgerte, dass beide Male die auf die Autorität des Herrschers zulaufenden Ordnungskonfigurationen derart geschwächt seien, dass der Anschluss an die Entwicklung der Monarchien in Europa schließlich abriss. Deutschland habe künftig den Weg in das föderale System beschritten.

### Reichsgeschichte
Weinfurter veröffentlichte mehrere Aufsätze, die sich wiederholt der Bewertung einzelner für das Reich wichtiger Personen widmen. Im Jahr 1993 gab er mit Hanna Vollrath 23 Beiträge einer Festschrift für Odilo Engels zum 65. Geburtstag über die Stadt und das Bistum Köln im Reich des Mittelalters heraus. Für Weinfurter war der Kölner Erzbischof Philipp die treibende Kraft im lehnrechtlichen Verfahren gegen Heinrich den Löwen. Dadurch veränderte sich in der weiteren Forschung auch die Wahrnehmung auf Friedrich Barbarossa beim Sturz Heinrich des Löwen. Der Sturz des Löwen wird nicht mehr als Resultat eines von Barbarossa zielstrebig verfolgten Plans beurteilt, sondern der Kaiser erscheint bei der Entmachtung Heinrichs vielmehr als „Getriebener“ der Fürsten. Im 1000. Todesjahr Adelheids von Burgund veröffentlichte Weinfurter 1999 eine Studie zur Gemahlin Ottos des Großen und maß ihr eine hohe Bedeutung zu. Für ihn nahm Adelheid „eine einzigartige Schlüsselrolle für das ottonische Kaisertum ein und erscheint geradezu als die entscheidende Figur in der Vermittlung der italisch-kaiserlichen Traditionen an den Sachsenhof“.
Mit Schneidmüller gab Weinfurter 2003 einen Sammelband über die deutschen Herrscher des Mittelalters heraus. Das Werk enthält 28 biographische Kurzdarstellungen von Heinrich I. bis Maximilian I. und vermittelt so einen Überblick über die mittelalterliche Reichsgeschichte. Weinfurter verfasste dazu die Beiträge zu Otto III. und Heinrich II. Er veröffentlichte 2006 ein Buch über die Ursachen und Folgen des Bußganges nach Canossa. In elf Kapiteln schilderte er die Entwicklung, die mit der Herrschaft Heinrichs III. und mit dem Wormser Konkordat endet. Den Investiturstreit deutete Weinfurter als Beginn eines Säkularisierungsprozesses, in „dem die Einheit von religiöser und staatlicher Ordnung sich auflöst“. Im Jahr 2008 erschien eine Darstellung über die mittelalterliche Reichsgeschichte. Weinfurter legte den Schwerpunkt auf die politische Entwicklung von der Reichsgründung der Franken bis zu Kaiser Maximilian I. Er berücksichtigte aber auch sozial-, wirtschafts-, rechts- und verfassungsgeschichtliche Gesichtspunkte.
Die Beiträge einer Tagung zu Ehren von Odilo Engels vom 30. April bis zum 2. Mai 1998 gab Weinfurter im Jahr 2002 heraus. Sie befassen sich mit der Zeit Friedrich Barbarossas und den damaligen politischen Konzeptionen. In seiner Einführung fragte er danach, ob der Frieden von Venedig eine Wende in der Barbarossa-Zeit bedeutet habe. Weinfurter kam zu dem Ergebnis, dass der Friedensschluss nicht nur das Kaisertum verändert, sondern auch das Reich zu Gunsten kleiner territorialer Einheiten geöffnet habe. Im April 2008 fand anlässlich des 80. Geburtstages von Odilo Engels eine Tagung an der Universität Düsseldorf statt, deren Beiträge Weinfurter 2012 herausgab. Die Einzelstudien behandeln die Papstgeschichte im Zeitraum vom 8. bis zum 13. Jahrhundert mit einem deutlichen Schwerpunkt auf das 11. und 12. Jahrhundert.
Weinfurter befasste sich in einem 2005 erschienenen Beitrag mit der Frage, wie es dazu kam, dass das römisch-deutsche Kaiserreich als „heilig“ angesehen wurde. Ausgehend von der Formulierung sacro imperio et divae rei publicae consulere aus einer Urkunde Barbarossas von 1157 verfolgte er die Entwicklung der Reichsidee unter Kaiser Friedrich I. Er erkannte in dessen Zeit lediglich recht vage transpersonale Staatsvorstellungen. Auf der sprachlichen Ebene wurde regnum erst im 12. Jahrhundert deutlich als Institution erfasst. Die Erklärung für den Ausdruck sah Weinfurter darin, „daß man damit begann, das Reich in der Entsprechung zur sancta ecclesia, zur heiligen Kirche, als eine Institution zu denken“. Den gelehrten Abt Wibald von Stablo machte er als Vermittler dieser Vorstellung vom „heiligen“ Kaiser und Reich aus. Anlass für die Bemühung könnte die Gleichwertigkeit des „heiligen“ Reiches mit Byzanz und noch mehr mit der Papstkirche in Rom sein. Zum 200. Jahrestag des Endes des Alten Reiches gaben Weinfurter und Schneidmüller 2006 einen Sammelband heraus. Dieser bündelt Beiträge von führenden Kennern der Mediävistik über das Heilige Römische Reich und seine Stellung innerhalb Europas. Zum Sammelband steuerte Weinfurter einen Beitrag über die Vorstellungen und Wirklichkeiten vom Reich des Mittelalters bei.

### Rituale und Kommunikation in Politik und Gesellschaft
Zu Weinfurters weiteren Forschungsschwerpunkten zählten die Rituale und Kommunikation in Politik und Gesellschaft, die politische Willensbildung und Formen ihrer Symbolik und Präsentation. In Speyer veranstaltete er im Mai 2008 mit Bernd Schneidmüller und Wojciech Falkowski eine wissenschaftliche Tagung über Ritualisierung politischer Willensbildung im hohen und späten Mittelalter im Vergleich zwischen Polen und Deutschland. Im Mittelpunkt der Beiträge polnischer und deutscher Mediävisten standen Prozesse der Entscheidungsfindung und Strategien ihrer Durchsetzung in der politischen Kommunikation. Der Sammelband mit 16 Aufsätzen wurde 2010 veröffentlicht.
Der von der Deutschen Forschungsgemeinschaft geförderte Sonderforschungsbereich „Ritualdynamik“ (SFB 619) an der Universität Heidelberg untersuchte von 2002 bis 2013 Rituale sowie deren Veränderung und Dynamik. Weinfurter leitete mit Schneidmüller das Teilprojekt B8 „Ritualisierung politischer Willensbildung im Mittelalter“. Er gab 2005 mit Marion Steinicke die Beiträge einer im Rahmen des SFB Ritualdynamik im Oktober 2003 abgehaltenen Tagung über Herrschaftseinsetzung und deren Rituale heraus. Zeitlich erstrecken sich die Beiträge von der griechischen Polis bis zum Ende des 20. Jahrhunderts. Die Devestitur Heinrichs des Löwen 1181 war für Weinfurter der Ausgangspunkt seiner Überlegungen zur Wandelbarkeit des Investiturrituals. Erstmals konnte ein Herrscher sein Gnadenrecht, das es ihm erlaubt hätte, Heinrich den Löwen erneut mit Reichslehen zu investieren, nicht mehr ausüben. Weinfurter stellte fest, dass das aus ottonisch-salischer Zeit wirksame „auf Gott bezogene Ordnungssystem der Gnade“ im Verlauf des 12. Jahrhunderts zunehmend vom Recht als neuem Ordnungsmaßstab im Investiturritual verdrängt wurde. Als ein weiteres Ergebnis des SFB war Weinfurter Mitherausgeber eines 2005 veröffentlichten Sammelbandes mit 40 kurzen Beiträgen über die Rituale von der Antike bis zur Gegenwart. Dabei befasste sich Weinfurter anhand der Schilderung in der Chronik Thietmars von Merseburg mit dem Demutsritual König Heinrichs II. auf der Frankfurter Synode. Durch wiederholte Prostratio vor den 28 versammelten Bischöfen erreichte Heinrich die Gründung des Bistums Bamberg. Im selben Band behandelte er die Unterwerfung (Deditio) Herzog Heinrichs von Kärnten mit seinem Heer 1122 unter die Macht des Salzburger Erzbischofs Konrad. Außerdem untersuchte Weinfurter die Strafe des Hundetragens anhand der Werke von Otto von Freising, Widukind von Corvey, Wipo und der Vita des Erzbischofs Arnold von Mainz. Weinfurter veranschaulichte in seiner 2010 veröffentlichten Studie Der Papst weint, wie Papst Innozenz IV. auf dem Konzil von Lyon 1245 bei der Absetzung Kaiser Friedrichs II. wiederholt laut und öffentlich weinte, um dadurch die Unausweichlichkeit seines Handelns zu betonen.

### Umsetzung historischer Forschung in Großausstellungen und Fernsehen
Des Weiteren war Weinfurter auch wissenschaftsorganisatorisch tätig. Die Vermittlung von Geschichte in Ausstellungen und Medien bildete über viele Jahre einen Schwerpunkt in Weinfurters Tätigkeit. Er war mit Bernd Schneidmüller und in enger Kooperation mit Alfried Wieczorek und dem Reiss-Engelhorn-Museen in Mannheim, aber auch mit dem Kulturhistorischen Museum Magdeburg und dem Historischen Museum der Pfalz in Speyer maßgeblich an der Konzeption und Durchführung wissenschaftlicher Tagungen und mittelalterlicher Großausstellungen beteiligt. Dazu zählten „Otto der Große“ (2001 in Magdeburg), „Kaiser Heinrich II.“ (2002 in Bamberg), „Heiliges Römisches Reich Deutscher Nation. Von Otto dem Großen bis zum Ausgang des Mittelalters“ (2006 in Magdeburg), „Die Staufer und Italien“ (2010/11 in Mannheim), „Die Wittelsbacher am Rhein. Die Kurpfalz und Europa“ (2013/2014 in Mannheim) oder „Die Päpste und die Einheit der lateinischen Welt“ (2017 in Mannheim).
Zur Vorbereitung einer großen Ausstellung wurde eine wissenschaftliche Tagung veranstaltet, deren Ergebnisse in einer begleitenden Publikation dokumentiert worden. Zur wissenschaftlichen Vorbereitung auf die 27. Ausstellung des Europarates und des Landes Sachsen-Anhalt („Otto der Große, Magdeburg und Europa“) wurde unter dem Leitbegriff „Ottonische Neuanfänge“ im Mai 1999 ein Kolloquium in Magdeburg abgehalten. Die Beiträge gaben Weinfurter und Schneidmüller 2001 heraus. Zur Debatte stand laut Vorwort der Herausgeber der Transformationsprozess des 10. Jahrhunderts zwischen Wandel und Kontinuität von der (ost)fränkischen bis zur deutschen Geschichte. Im Mittelpunkt stand Otto der Große. Weinfurter leitete mit seinem Beitrag den Tagungsband ein. Die Unteilbarkeit der Herrschaft, die Sakralisierung des Königtums und den Rückgriff auf die Kaiseridee hob er dabei als prägende Momente von Ottos Herrschaft hervor. Zur Magdeburger Ausstellung „Otto der Große, Magdeburg und Europa“ gab er 2001 mit Bernd Schneidmüller und Matthias Puhle zwei gewichtige Bände heraus, die zusammen über 1200 Seiten umfassen. Der erste Band enthält in sechs Kapiteln 37 Essays. Im zweiten Band werden von weit über 50 Wissenschaftlern die Exponate vorgestellt und bewertet. Zum tausendjährigen Herrschaftsantritt Heinrichs II. fand vom 9. Juli bis zum 20. Oktober 2002 in Bamberg die Bayerische Landesausstellung statt. Weinfurter war mit Josef Kirmeier und Bernd Schneidmüller einer der Herausgeber des Begleitbandes zur Ausstellung.
Weinfurter gab 2005 mit Heinz Gaube und wiederum Schneidmüller einen Sammelband zu Saladin und den Kreuzfahrern heraus. Der Band bündelt die Ergebnisse einer Mannheimer Tagung zur Vorbereitung der Saladin-Ausstellung, die die Reiss-Engelhorn-Museen in Mannheim in Partnerschaft mit dem Landesmuseum für Natur und Mensch in Oldenburg und dem Landesmuseum für Vorgeschichte (Halle) veranstaltete. Im Kulturhistorischen Museum Magdeburg befasste sich 2004 eine internationale Tagung im Zusammenhang mit der für Herbst 2006 geplanten 29. Ausstellung des Europarates und Landesausstellung Sachsen-Anhalt „Heiliges Römisches Reich Deutscher Nation 962 bis 1806. Von Otto dem Großen bis zum Ausgang des Mittelalters“. Die Beiträge gaben Schneidmüller und Weinfurter 2006 heraus. Dabei wollten sich die Herausgeber durch den Versuch einer Verbindung von klassischer Politikgeschichte mit mentalitäts- und wahrnehmungsgeschichtlichen Ansätzen von einer traditionell chronologischen Struktur nach Dynastien abwenden. Weinfurter war mit Bernd Schneidmüller und Alfried Wieczorek Herausgeber der Ergebnisse einer internationalen Tagung, die im Herbst 2008 in den Reiss-Engelhorn-Museen in Mannheim stattfand. Bei der Tagung ging es „um die Wechselwirkung zwischen imperialer Herrscherautorität der Staufer einerseits und den ‚Ordnungskonfigurationen‘ und der Gestaltungskraft bestimmter Regionen im staufischen Reich andererseits“.
Im Mai 2010 wurde im Vorfeld der Magdeburger Ausstellung Otto der Große und das Römische Reich. Kaisertum von der Antike zum Mittelalter eine Tagung veranstaltet. Die Beiträge gab Weinfurter mit Hartmut Leppin und Bernd Schneidmüller 2012 heraus. Das römische Kaisertum im ersten Jahrtausend steht im Blickpunkt des Bandes. Zur Ausstellung „Die Staufer und Italien“ der Reiss-Engelhorn-Museen in Mannheim, die vom 19. September 2010 bis 20. Februar 2011 andauerte, erschienen zwei von Weinfurter, Bernd Schneidmüller und Alfried Wieczorek herausgegebene umfangreiche Bände. Der erste Band bündelt 43 wissenschaftliche „Essays“ und der zweite Band enthält die Ausstellungsstücke. Mit dem Land am Oberrhein, Oberitalien mit seinen Stadtkommunen und dem Königreich Sizilien standen drei Innovationsregionen im Zentrum des Interesses. Dabei werden insbesondere Transferprozesse und kulturelle Entwicklungen in besonderem Maße berücksichtigt. Weinfurter behandelte zusammenfassend „Konkurrierende Herrschaftskonzepte und Ordnungsvorstellungen in den Stauferreichen nördlich und südlich der Alpen“.
Zur Vorbereitung der Ausstellung der Mannheimer Reiss-Engelhorn-Museen zum Thema „Die Wittelsbacher am Rhein. Die Kurpfalz und Europa“ (2013/2014) wurde im Januar 2012 eine wissenschaftliche Tagung veranstaltet. Anlass war das 800. Jubiläum der Verleihung der Pfalzgrafschaft bei Rhein durch den Staufer Friedrich II. an Herzog Ludwig I. von Bayern. Die Beiträge befassen sich mit den Handlungsspielräumen der Wittelsbacher und ihrer Herrschaft in der Pfalz und umfassen den Zeitraum von 1200 bis zum Ende des Landshuter Erbfolgekrieges 1504/05. Gemeinsam mit Schneidmüller, Jörg Peltzer und Alfried Wieczorek gab Weinfurter die zwanzig Beiträge der Mannheimer Tagung in dem Sammelband Die Wittelsbacher und die Kurpfalz im Mittelalter. Eine Erfolgsgeschichte? 2013 heraus. Weinfurter selbst verfasste einen Beitrag zu den staufischen Grundlagen der Pfalzgrafschaft bei Rhein. Dabei ging er auf die Kontinuitäten von der lothringischen zur pfalzgräflichen Herrschaft ein und verfolgte den erfolgreichen Ausbau unter Konrad von Staufen seit 1156. Nach Weinfurter war Heidelberg bereits in der Mitte des 12. Jahrhunderts ein zentraler Ort der pfalzgräflichen Herrschaft und nicht erst nach dem Tod Konrads von Staufen (1195). Anlässlich der bevorstehenden Ausstellung „Die Päpste und die Einheit der lateinischen Welt“ wurde eine Tagung im April 2016 in den Mannheimer Reiss-Engelhorn-Museen veranstaltet. Den Sammelband gab Weinfurter zusammen mit Volker Leppin, Christoph Strohm, Hubert Wolf und Alfried Wieczorek 2017 heraus. Fünf Jahre hatte Weinfurter die Ausstellung „Die Päpste und die Einheit der lateinischen Welt“ vorbereitet. Sie präsentierte wertvolle Objekte aus 1500 Jahren Papstgeschichte.
Für die Europäische Stiftung Kaiserdom zu Speyer leitete Weinfurter im April 2018 zusammen mit Schneidmüller das vierte wissenschaftliche Symposium zu „König Rudolf I. und der Aufstieg des Hauses Habsburg im Mittelalter“. Weinfurters letztes Projekt vor seinem Tod war die Arbeit an der großen Landesausstellung der Generaldirektion Kulturelles Erbe Rheinland-Pfalz „Die Kaiser und die Säulen ihrer Macht. Von Karl dem Großen bis Friedrich Barbarossa“, die im September 2020 eröffnet wurde.
In Fernseh- oder Radiosendungen versuchte er das Mittelalter einem breiteren Publikum näherzubringen. Für das ZDF wirkte Weinfurter an der historischen Dokumentationsreihe „Die Deutschen“ als wissenschaftlicher Fachberater mit und trat in der Dokumentation für die drei Mittelalterfolgen (Otto der Große; Heinrich IV., Barbarossa und Heinrich der Löwe) auch als Experte auf. Die Dokumentationsreihe wurde mit zwanzig Prozent Marktanteil und sechs Millionen Zuschauern bei der Erstausstrahlung eine der erfolgreichsten Produktionen des ZDF in diesem Segment. Sein Buch Canossa – Die Entzauberung der Welt las er selbst als Hörbuch ein.

## Mitgliedschaften und wissenschaftsorganisatorische Tätigkeiten
Weinfurter wurde im April 1998 Mitglied des Konstanzer Arbeitskreises für mittelalterliche Geschichte und war von 2001 bis 2007 dessen Vorsitzender. Bei seinem Antritt als Vorsitzender war die finanzielle Förderung aus Landesmitteln und damit die Existenz des Arbeitskreises akut gefährdet. Weinfurter gelang es mit seiner fachlichen Expertise und seiner Überzeugungskraft, die Unterstützung des Ministeriums wieder zu erhalten und damit den Fortbestand des Arbeitskreises zu sichern. Mit Ausnahme von Traute Endemann bestand der Arbeitskreis nur aus Männern. Als Vorsitzender sorgte er für eine deutliche Verjüngung der Mitglieder und öffnete den Arbeitskreis auch für weibliche Gelehrte. Zehn neue Mitglieder mit einem Altersdurchschnitt von 45 Jahren, darunter erstmals auch drei Professorinnen, wurden in den Arbeitskreis aufgenommen. Im Jahr 2001 gab er als Vorsitzender zum fünfzigjährigen Jubiläum des Konstanzer Arbeitskreises einen Sammelband heraus. Er untersuchte 2005 in einem Aufsatz auch den Konstanzer Arbeitskreis im Spiegel seiner Tagungen. Dabei stützte er sich nicht auf seine eigenen Erinnerungen, sondern vor allem auf die Protokolle des Arbeitskreises. In seinen Ausführungen würdigte er insbesondere František Graus, der im letzten Drittel des 20. Jahrhunderts im Konstanzer Arbeitskreis wichtige Erkenntnisse und Neuansätze entwickelt habe, im Arbeitskreis selbst jedoch als wissenschaftlicher Außenseiter angesehen wurde.
Weinfurter wurde Mitglied der Gesellschaft für Rheinische Geschichtskunde (1982), der Gesellschaft für fränkische Geschichte (1986), der Historischen Kommission für Nassau (1991), der Sudetendeutschen Akademie der Wissenschaften und Künste (1992), Mitglied der Kommission für geschichtliche Landeskunde in Baden-Württemberg (2000, im Vorstand seit 2006), ordentliches Mitglied der Heidelberger Akademie der Wissenschaften (2003) und korrespondierendes Mitglied der philosophisch-historischen Klasse im Ausland der Österreichischen Akademie der Wissenschaften (2015). Von 1999 bis 2008 war er Fachgutachter für Mittelalterliche Geschichte bei der Deutschen Forschungsgemeinschaft und von 2000 bis 2004 Stellvertretender Vorsitzender des Verbandes der Historikerinnen und Historiker Deutschlands. Daneben war Weinfurter Mitglied des Wissenschaftlichen Beirats des Deutschen Historischen Instituts in Rom (2003–2011) und von 2008 bis 2011 dessen Vorsitzender.

## Wissenschaftliche Nachwirkung
Nach Jörg Peltzer sind die Durchsetzung des päpstlichen Anspruchs, Christus auf Erden allein zu vertreten, die daraus resultierenden Veränderungen des sakralen Charakters des Kaisertums und die Stärkung fürstlichen Selbstverständnisses als Träger des Reichs drei von Weinfurter geprägte Entwicklungen von langfristiger Bedeutung.
Der Begriff der „Ordnungskonfigurationen“, der das Ineinander von gelebter und gedachter Ordnung beschreibt, wurde bewusst offen gehalten und von der Forschung in der Folgezeit unterschiedlich gefüllt. Wohl deshalb hat der Begriff sich bislang im Fach nicht durchgesetzt.
Das heutige Bild in der Geschichtswissenschaft über den ostfränkisch-deutschen Herrscher Heinrich II. wird von Weinfurters 1999 veröffentlichter Biographie und seinen begleitenden Studien bestimmt.

## Schriften (Auswahl)
Grundlegende Aufsätze von Stefan Weinfurter sind zusammengefasst im Sammelband: Gelebte Ordnung – gedachte Ordnung. Ausgewählte Beiträge zu König, Kirche und Reich. Aus Anlaß des 60. Geburtstages. Herausgegeben von Helmuth Kluger, Hubertus Seibert und Werner Bomm. Thorbecke, Ostfildern 2005, ISBN 3-7995-7082-9.
Monographien
- Salzburger Bistumsreform und Bischofspolitik im 12. Jahrhundert. Der Erzbischof Konrad I. von Salzburg (1106–1147) und die Regularkanoniker (= Kölner Historische Abhandlungen. Bd. 24). Böhlau, Köln u. a. 1975, ISBN 3-412-00275-5 (Zugleich: Köln, Universität, Dissertation, 1973).
- Herrschaft und Reich der Salier. Grundlinien einer Umbruchzeit. Thorbecke, Sigmaringen 1991, ISBN 3-7995-4131-4 (3. Auflage. ebenda 1992; in englischer Sprache: The Salian century. Main currents in an age of transition. Translated by Barbara M. Bowlus. Foreword by Charles R. Bowlus. University of Pennsylvania Press, Philadelphia PA 1999, ISBN 0-8122-3508-8).
- Heinrich II. (1002–1024). Herrscher am Ende der Zeiten. Pustet, Regensburg 1999, ISBN 3-7917-1654-9 (3., verbesserte Auflage. ebenda 2002).
- Das Jahrhundert der Salier (1024–1125). Thorbecke, Ostfildern 2004, ISBN 3-7995-0140-1 (Unveränderter Nachdruck. ebenda 2008, ISBN 978-3-7995-4105-3).
- Canossa. Die Entzauberung der Welt. Beck, München 2006, ISBN 3-406-53590-9 (4. Auflage, unveränderter Nachdruck. ebenda 2022)
- Das Reich im Mittelalter. Kleine deutsche Geschichte von 500 bis 1500. Beck, München 2008, ISBN 978-3-406-56900-5 (4., aktualisierte Auflage. ebenda 2021).
- Karl der Große. Der heilige Barbar. Piper, München 2013, ISBN 3-492-05582-6.

Editionen
- Consuetudines canonicorum regularium Springirsbacenses-Rodenses (= Corpus Christianorum. Continuatio Mediaevalis. Bd. 48). Brepols, Turnhout 1978 (Text lateinisch, Vorwort und Einleitung deutsch).
- Die Geschichte der Eichstätter Bischöfe des Anonymus Haserensis. Edition – Übersetzung – Kommentar (= Eichstätter Studien. NF Bd. 24). Pustet, Regensburg 1987, ISBN 3-7917-1134-2.

Herausgeberschaften
- mit Hanna Vollrath: Köln – Stadt und Bistum in Kirche und Reich des Mittelalters. Festschrift für Odilo Engels zum 65. Geburtstag (= Kölner historische Abhandlungen. Bd. 39). Böhlau, Köln u. a. 1993, ISBN 3-412-12492-3.
- mit Bernd Schneidmüller: Otto III. – Heinrich II. Eine Wende? (= Mittelalter-Forschungen. Bd. 1). Thorbecke, Sigmaringen 1997, ISBN 3-7995-4251-5 (Digitalisat).
- mit Bernd Schneidmüller: Ottonische Neuanfänge. Symposion zur Ausstellung „Otto der Große, Magdeburg und Europa“. von Zabern, Mainz 2001, ISBN 3-8053-2701-3.
- mit Bernd Schneidmüller: Die deutschen Herrscher des Mittelalters. Historische Portraits von Heinrich I. bis Maximilian I. (919–1519). Beck, München 2003, ISBN 3-406-50958-4.
- mit Marion Steinicke: Investitur- und Krönungsrituale. Herrschaftseinsetzungen im kulturellen Vergleich. Böhlau, Köln u. a. 2005, ISBN 978-3-412-09604-5.
- mit Bernd Schneidmüller: Heilig – römisch – deutsch. Das Reich im mittelalterlichen Europa. Sandstein, Dresden 2006, ISBN 3-937602-56-9.
- mit Bernd Schneidmüller: Ordnungskonfigurationen im hohen Mittelalter (= Vorträge und Forschungen. Bd. 64). Thorbecke, Ostfildern 2006, ISBN 978-3-7995-6864-7 (online).
- mit Bernd Schneidmüller: Salisches Kaisertum und neues Europa. Die Zeit Heinrichs IV. und Heinrichs V. Wissenschaftliche Buchgesellschaft, Darmstadt 2007, ISBN 978-3-534-20871-5.
- Päpstliche Herrschaft im Mittelalter. Funktionsweisen, Strategien, Darstellungsformen (= Mittelalter-Forschungen. Bd. 38). Thorbecke, Ostfildern 2012, ISBN 978-3-7995-4289-0 (Digitalisat).
- mit Jörg Peltzer, Bernd Schneidmüller, Alfried Wieczorek (Hrsg.): Die Wittelsbacher und die Kurpfalz im Mittelalter. Eine Erfolgsgeschichte? Schnell + Steiner, Regensburg 2013, ISBN 978-3-7954-2645-3.
- mit Julia Becker, Tino Licht: Karolingische Klöster. Wissenstransfer und kulturelle Innovation (= Materiale Textkulturen. Bd. 4). De Gruyter, Berlin u. a. 2015, ISBN 978-3-11-037123-9.